# ベルゲ・スタール

上から4番目がベルゲ・スタール

ベルゲ・スタール (Berge Stahl) は、ノルウェーのベルゲッセン社が所有した鉱石運搬船で、1986年に韓国の現代重工業で建造された。竣工時は世界最大のばら積み貨物船であったが、2011年に建造された「ヴァーレ・ブラジル」に抜かれた。現在はベルゲッセン社とワールド・ワイド社が合併して誕生したBW Groupに所有されている。